# Psychoda blandita
Psychoda blandita är en tvåvingeart som beskrevs av Quate 1967. Psychoda blandita ingår i släktet Psychoda och familjen fjärilsmyggor. Inga underarter finns listade i Catalogue of Life.